# Морган (окръг, Алабама)
Вижте пояснителната страница за други значения на Морган.
Окръг Морган (на английски: Morgan County) е окръг в щата Алабама, Съединени американски щати. Площта му е 1551 km², а населението – 123 421 души (1 април 2020). Административен център е град Дикейтър.